# Сосновський (Богдановицький міський округ)
Сосно́вський (рос. Сосновский) — селище у складі Богдановицького міського округу Свердловської області.
Населення — 14 осіб (2010, 15 у 2002).
Національний склад станом на 2002 рік: росіяни — 100 %.
Стара назва — Сосновка.